# Berviller-en-Moselle
Berviller-en-Moselle é uma comuna francesa na região administrativa de Grande Leste, no departamento de Mosela. Estende-se por uma área de 5,52 km². Em 2010 a comuna tinha 473 habitantes (densidade: 85,7 hab./km²).